# دانیل اچ. جانزن
دانیل اچ. جانزن (انگلیسی: Daniel H. Janzen؛ زادهٔ ۱۸ ژانویهٔ ۱۹۳۹) دانشمند در زمینه اهل ایالات متحده آمریکا است.
وی همچنین برندهٔ جوایزی همچون جایزه جهانی علمی آلبرت انیشتین و جایزه کیوتو شده‌است.